# مغانج‌اوبا
مغانج‌اوبا (به لاتین: Moğonojoba) یک منطقه مسکونی در جمهوری آذربایجان است که در شهرستان لنکران واقع شده‌است. مغانج‌اوبا ۶۳۷ نفر جمعیت دارد.

## ریشه واژه
مغانیج (moğonıj) در زبان تالشی به معنی اهل مغان است و مغانج‌اوبا یعنی روستای مغانی‌ها.